# Il colpo della metropolitana (film 1998)
Il colpo della metropolitana (The Taking of Pelham One Two Three) è un film per la televisione del 1998 diretto da Félix Enríquez Alcalá. È basato sul romanzo omonimo di John Godey. È il primo dei due remake del film del 1974 di Joseph Sargent Il colpo della metropolitana (Un ostaggio al minuto).

## Trama
Il detective Anthony Prescotti è alle prese con la trattativa con i criminali che hanno preso in ostaggio un treno della metropolitana.